# Polygonia g-argenteum
Polygonia g-argenteum är en fjärilsart som beskrevs av Doubleday 1848. Polygonia g-argenteum ingår i släktet Polygonia och familjen praktfjärilar. Inga underarter finns listade i Catalogue of Life.